# Soul Eater
Autre
Soul Eater (ソウルイーター, Sōru Ītā) est un manga écrit et illustré par Atsushi Ōkubo, notamment auteur de B. Ichi. Il est prépublié dans le magazine Monthly Shōnen Gangan de l'éditeur Square Enix entre mai 2004 et août 2013, et est compilé en un total de vingt-cinq volumes. La version française est éditée en intégralité par Kurokawa.
À la suite du succès du manga, une adaptation en une série d’animation a été créée et diffusée du 7 avril 2008 au 30 mars 2009 sur TV Tokyo au Japon. En France, la série a été diffusée dès le 14 mai 2011 sur MCM et a été acquise par Kazé pour la distribution des DVD.
Une série dérivée intitulée Soul Eater Not! est prépubliée entre janvier 2011 et novembre 2014 et compte cinq tomes. La version française est également éditée par Kurokawa. Une adaptation en série d'animation est diffusée entre avril et juillet 2014. Le personnage de Soul Eater Principal appelé "Maka Alban" est bien née le 07/04/2013.

## Synopsis
Plusieurs jeunes élèves de l'école Shibusen apprennent à devenir des Meisters. Cette école a été fondée par maître Shinigami (le Dieu de la mort), d'une part dans le but de former des jeunes meisters avec leurs armes démoniaques, pouvant prendre forme humaine, à faucher des âmes ; d'autre part pour éviter que le Grand Dévoreur, qui a failli engloutir le monde dans le désespoir et la folie, ne puisse renaître de nouveau. Le but des meisters est de faire avaler 99 âmes humaines corrompues et une âme de sorcière à leurs armes, afin d'avoir accès au rang de Death Scythe. Malheureusement atteindre cet objectif n'est pas si simple, et de nombreux obstacles barreront la route des protagonistes.

## Personnages
Maka Albarn
Meister de faux et partenaire de Soul.
Soul Eater Evans
Faux démoniaque et partenaire de Maka Albarn.
Black☆Star
Meister-assassin, membre du clan astral et partenaire de Tsubaki Nakatsukasa.
Tsubaki Nakatsukasa
Grappin-faucheur démoniaque et partenaire de Black☆Star.
Death the Kid
Fils de maître Shinigami et partenaire des sœurs Thompson : Liz et Patty
Les sœurs Thompson : Liz et Patty
Pistolets démoniaques et partenaires de Death the Kid.

## Univers deSoul Eater

### Liste des mots-clés
- Shibusen : Institut fondé par maître Shinigami dans le but de former les Meisters et leurs armes afin d'empêcher la résurrection du Grand Dévoreur.
- Les Meisters : Élèves de Shibusen pouvant synchroniser leur longueur d'âme avec celle de leurs armes.
- Les armes : Élèves de Shibusen ayant la capacité de prendre la forme d'une arme tout en synchronisant leur longueur d'âme avec celle de leur partenaire.
- Les Death Scythes: Armes personnelles de maître Shinigami ayant ingurgités 99 âmes humaines corrompues et 1 âme de sorcière. Au total, il en existe 9 dispersés à travers le monde. (Dans l'anime il n'y en a que 4 de présents.)
  - Spirit Albarn / Death Scythe : Death Scythe responsable de la zone nord-américaine. Faux démoniaque, arme du maître Shinigami et ancien partenaire de Franken Stein et le père de Maka.
  - Justin Law : Death Scythe responsable de la zone ouest-européenne. Guillotine démoniaque sans partenaire.
  - Marie Mjolnir : Death Scythe responsable de la zone océanique. Marteau/tonfa démoniaque et partenaire de Franken Stein.
  - Azusa Yumi : Death Scythe responsable de la zone asiatique. Arbalète démoniaque et partenaire occasionnelle de Sid Barrett.
  - Tezcatlipoca : Death Scythe responsable de la zone sud-américaine. Miroir démoniaque et partenaire d'Enrique.
  - Soul Eater : Faux démoniaque et partenaire de Maka Albarn.
  - Tsar Pushka : Death Scythe responsable de la zone est-européenne. Boulet de canon démoniaque et partenaire de Féodor.
  - Deng Dinga : Death Scythe responsable de la zone africaine. Hachette démoniaque et partenaire d'Alexandre.
  - Djinn Galland : Death Scythe responsable de la zone proche-orientale. Lampe démoniaque et partenaire de Zubayda.
- Les sorcières : Principales ennemies de Shibusen, possédant un animal comme totem.
  - Médusa Gorgon : Un serpent.
  - Elka Frog : Une grenouille.
  - Mizuné : Une souris.
  - Arachné Gorgon : Une araignée.
  - Angela Leon : Un caméléon.
  - Kim Diehl : Un tanuki.
  - Tabatha Firefly (alias Lisa) : Une luciole.
  - Talho Butterfly (alias Arisa) : Un papillon.
- La longueur d'âme : Taux de puissance entre l'âme du Meister et de son arme. Maître Shinigami compare cette capacité entre une guitare et un ampli. Certains Meisters sont également capables d'avoir une longueur d'âme aussi puissante sans armes, comme Black☆Star et Stein.
- La Résonance des Âmes : Augmentation et synchronisation des longueurs d'âmes du Meister et de son arme.
- Le Sang Noir : Source de la folie. Crona, Soul et Asura en sont affectés.
- Les Clowns : Représentants et gardiens de la folie du Grand Dévoreur.
  - Kaguya
  - Clerc de Lune
  - Le Lapin Blanc
- Les Clowns Artificiels : Clowns créés par Médusa à partir d'expérimentations sur le Sang Noir.
  - Clown Noir
  - Clown Violet
- Le Groupe des 8 Dieux de la Mort / Les Grands Anciens : Les plus puissants guerriers sous le commandement de Maître Shinigami avant la fondation de Shibusen. Seuls six ont été révélés.
  - Maître Shinigami : Fondateur de Shibusen et père de Death the Kid.
  - Eibon : Grand inventeur des outils démoniaques.
  - Asura : Démon ayant dévoré son arme, ainsi que les deux Grands Anciens restants, pour pouvoir manger des âmes humaines parce qu'il avait peur de la mort.
  - Vajra : Arme et partenaire d'Asura, dévoré par ce dernier.
  - Excalibur : L’Épée Sacrée la plus puissante et la plus chiante jamais créée.
  - Le Grand Ancien du livre d'Eibon: Entité mystérieuse représentant la force.
- La Vague de démence : Longueur d'âme de la folie du Grand Dévoreur.
- Arachnophobia : Organisation dirigée par la sorcière Arachnée.
- Artefacts d'ensorcellement massif : Objets ou créations magiques dépendant de la puissance de celui qui le contrôle, créés par Eibon.
  - Le Démodulateur d’Éthique : Invention d'Eibon, fabriqué par Arachnophobia.
  - Le Ressort Perpétuel : artefact d'ensorcellement massif. C'est un ressort qui permet de faire avancer un objet à l'infini.
  - L'Infusio : artéfact d'ensorcellement massif fabriqué par Eibon. C'est le plus puissant.
- Le Livre d'Eibon : Recueil de sorcellerie, il est répertorié selon les sept péchés capitaux représentant un symbole de la folie
  - Chapitre 1 - La Luxure : Le désir sexuel est renforcé et s'effectue par un changement de sexe vers celui opposé. Plus grand est le désir, plus longtemps la personne garde son sexe d'origine.
  - Chapitre 2 - La Gourmandise : L'appétit augmente considérablement.
  - Chapitre 3 - L'Envie : La jalousie et la paranoïa sont amplifiées.
  - Chapitre 4 - La Colère : La frustration domine.
  - Chapitre 5 - L'Orgueil : L'amour-propre s'élève.
  - Chapitre 6 - La Paresse : La lassitude s'installe.
  - Chapitre 7 - L'Avarice : La cupidité s'alourdit.
- Spartoí : Unité spéciale de Shibusen, mise en place depuis la chute d'Arachonophobia, constituée de Meisters et armes à 2 étoiles.
  - Maka Albarn & Soul Eater
  - Black☆Star & Tsubaki Nakatsukasa
  - Death The Kid, Liz Thompson & Patty Thompson
  - Kirik Rung, Pot of Fire & Pot of Thunder
  - Kim Diehl & Jacqueline O'Lantern Dupré
  - Ox Ford & Harvar d’Éclair
- Ramification du fleuve Styx : Ce sont les trois bandes blanches présentes sur les cheveux de Kid, elle libère le pouvoir des Shinigami une fois que l'une ou plusieurs d'entre elles ont fait le tour de son crâne.

### Liste des lieux
- L'Afrique
  - L'Égypte : mission de Kid pour faucher l'âme d'un pharaon ramené à la vie par une sorcière.
  - Libye : repaire de Médusa.
  - Le Sahara : mission de Kid pour récupérer un artefact d'ensorcellement massif.
  - L'Afrique centrale : mission de Kirik pour infiltrer le nouveau repaire de Médusa.
- Amérique du Nord
  - Le Désert du Nevada : ville de Death City et Institut Shibusen.
  - Chicago : mission de Black☆Star pour faucher l'âme d'Alcapone.
  - New York : ville d'origine de Liz et Patty.
  - L'Alaska : ancien centre de recherches d'artefacts d'ensorcellement massif.
- Amérique du Sud :
  - La forêt amazonienne : Repaire d'Arachnophobia.
- L'Asie :
  - Le Japon : Mission de Black☆Star pour faucher l'âme du Sabre Maudit / Pays d'origine de Tsubaki, Black☆Star et Maka.
  - L'Extrême-Orient : Laboratoire d'Arachnophobia.
  - La Russie : Mission de Maka pour résoudre une affaire d'incidents dans une usine désaffectée et combat entre Tsar Puschka et Crona
- L'Europe :
  - Florence : Mission de Maka faucher l'âme de Sonson J.
  - Les côtes britanniques : Repaire de l'Épée Sacrée: Excalibur.
  - Londres : Cours de rattrapage pour Maka et Black☆Star.
  - La Mer Baltique : Mission de Kid pour résoudre l'affaire des âmes humaines volées.
  - La République tchèque : Mission de Maka et Crona pour retrouver un golem fou.
  - Moscou : Mission de Crona pour vaincre Tsar Pouchka.
  - Ukraine : Mission de Maka pour stopper la folie de Crona / Mission de Tezca pour stopper Justin.
- La Lune : Mission de Kid, des Death Scythe et de Stein pour tuer Asura.

### Liste des attaques et techniques
(par ordre chronologique)
| Nom français                                    | Nom original                         | Kanji                                             | Attaquant                                                                                  |
| ----------------------------------------------- | ------------------------------------ | ------------------------------------------------- | ------------------------------------------------------------------------------------------ |
| Baffe de la Mort                                | Shinigami Chop                       | 死神チョップ                                      | Maitre Shinigami                                                                           |
| Canon Halloween                                 | Halloween Hou                        | ハローウィン砲                                    | Blair                                                                                      |
| Smashing Pumpkin                                | Smashing Pumpkin                     | スマッシング・パンプキン                          | Blair                                                                                      |
| Mode « Grappin-Faucheur »                       | Mode 「Kusarigama」                  | モード 「鎖鎌」                                   | Black☆Star                                                                                 |
| Mode « Fumigène »                               | Mode 「Kemuridama」                  | モード 「けむり玉」                               | Black☆Star                                                                                 |
| Mode « Shuriken »                               | Mode 「Shuriken」                    | モード 「手裏剣」                                 | Black☆Star                                                                                 |
| Mode « Lame de Ninja »                          | Mode 「Ninjatou」                    | モード 「忍者刀」                                 | Black☆Star                                                                                 |
| Mode « Duplication »                            | Mode 「Dummy Star」                  | モード 「偽星」                                   | Black☆Star                                                                                 |
| Vague Déferlante                                | Kokusei Big Wave                     | 黒星ビッグ・ウェーブ                              | Black☆Star                                                                                 |
| Tornado Flip                                    | Tornado Flip                         | トルネード・フリープ                              | Death The Kid                                                                              |
| Tombardement                                    | Living End                           | リビング・エンド                                  | Sid Barrett                                                                                |
| Tranche Sorcière                                | Majo Gari                            | 魔女狩り                                          | * Maka Albarn * Franken Stein                                                              |
| Piège☆Etoilé                                    | Trap☆Star                            | 罠☆星                                             | Black☆Star                                                                                 |
| Perception des Âmes                             | Tamashii Kanchi                      | 魂感知                                            | * Maka Albarn * Franken Stein * Death The Kid * Azusa Yumi * Beater Joe                    |
| Canon de la Mort                                | Death Cannon                         | デス・キャノン                                    | Death The Kid                                                                              |
| Esprit Frappeur                                 | Kon I                                | 魂威                                              | * Franken Stein * Black☆Star                                                               |
| Epines Ensanglantées                            | Bloody Needles                       | ブラッディ・ニードル                              | Crona                                                                                      |
| Invocation Spectrale                            | Jikken Rei Tai                       | 実験霊体                                          | Franken Stein                                                                              |
| Psycho Lance                                    | Sousou                               | 双槍                                              | Franken Stein                                                                              |
| Camouflâme                                      | Soul Protect                         | ソウル・プロテクト                                | Les sorcières                                                                              |
| Vecto-Flèches                                   | Vector Arrows                        | ベクトル・アロー                                  | Médusa                                                                                     |
| Pantin des Ténèbres                             | Kugutsu Kage                         | 傀儡影                                            | Masamuné Nakatsukasa                                                                       |
| Vitesse☆Stellaire                               | Speed☆Star                           | 速☆星                                             | Black☆Star                                                                                 |
| Projecti-Ombre                                  | Kugutsu Zuki                         | 傀儡突き                                          | Masamuné Nakatsukasa                                                                       |
| Ramifications                                   | Edawakare                            | 枝分かれ                                          | Masamuné Nakatsukasa                                                                       |
| Bouclier☆Etoilé                                 | Shield☆Star                          | 盾☆星                                             | Black☆Star                                                                                 |
| Nuée de Pantins des Ténèbres                    | Kugutsu Dare                         | 傀儡雨                                            | Masamuné Nakatsukasa                                                                       |
| Mode « Sabre Maudit »                           | Mode 「Youtou」                      | モード 「妖刀」                                   | Black☆Star                                                                                 |
| Boulet Glacé                                    | Hyoukyuutai                          | 氷球体                                            | Free                                                                                       |
| Pic de Glace                                    | Hyousuitai                           | 氷錘体                                            | Free                                                                                       |
| Ombre☆Astrale                                   | Kage☆Boshi                           | 影☆星                                             | Black☆Star                                                                                 |
| Griffes Garous                                  | Tourouken                            | 闘狼拳                                            | Free                                                                                       |
| Pilier de Glace                                 | Hyouchuutai                          | 氷柱体                                            | Free                                                                                       |
| Frappe Oculaire                                 | Magan Hou                            | 魔眼砲                                            | Free                                                                                       |
| Mur Lycanthrope                                 | Roubiheki                            | 狼尾壁                                            | Free                                                                                       |
| Sixaillement                                    | Roku Monji Gari                      | 6文字狩り                                         | Maka Albarn                                                                                |
| Ecorch' α                                       | Screech 「α」                        | スクリーチ「α」                                   | Crona                                                                                      |
| Transgression                                   | 「Tsumi」 no Kamae                   | 「罪」の構え                                      | Death The Kid                                                                              |
| Ecorch' β                                       | Screech 「β」                        | スクリーチ「β」                                   | Crona                                                                                      |
| Bombe à Tétardement                             | Otama Bomb                           | おたまボム                                        | Elka Frog                                                                                  |
| Equasort                                        | Magic Calculation                    | マジック・カリキュレーション                      | * Médusa et Elka Frog * Kim Diehl, Lisa, Arisa et Elka Frog                                |
| Cube Isolmétrique                               | Independant Cube                     | インディペンデント・キューブ                      | Free et Doyenne des Sorcières                                                              |
| Inhumation Forcée                               | Kyousei Dosou                        | 強制土葬                                          | Sid Barrett                                                                                |
| Rayon Moustranchant                             | Beam Hige                            | ビーム髭                                          | Mizuné                                                                                     |
| Glissade de la Mort                             | Death Slide                          | デス・スライド                                    | Death The Kid                                                                              |
| Hémo-Couperet                                   | Bloody Slicer                        | ブラッディ・スライサー                            | Crona                                                                                      |
| Fils à Suture d'Âme                             | Konshi Hougou                        | 魂糸縫合                                          | Franken Stein                                                                              |
| Vecto-Plaque                                    | Vector Plate                         | ベクトル・プレート                                | Médusa                                                                                     |
| Vivevipère                                      | Light Serpent                        | ライト・サーペント                                | Médusa                                                                                     |
| Vectornade                                      | Vector Storm                         | ベクトル・ストーム                                | Médusa                                                                                     |
| Ecorch' γ                                       | Screech 「γ」                        | スクリーチ「γ」                                   | Crona                                                                                      |
| Unciforme                                       | Uji Gari                             | U字狩り                                           | Maka Albarn                                                                                |
| Projecto' Vision                                | Fowarding Vision                     | フォワーディング・ビジョン                        | Free                                                                                       |
| Suture d'Âme Englobante                         | Konshi Kakusan Hougou                | 魂糸拡散縫合                                      | Franken Stein                                                                              |
| Coup de Pied Scierculaire                       | Noko Ashi                            | 鋸脚                                              | Giricco                                                                                    |
| Sainte Crucilame                                | Hijiri Juuji Shutou                  | 聖十字手刀                                        | Justin Law                                                                                 |
| Tenaille Sacrée                                 | Carcan Bras                          | カルカン・ブラ                                    | Justin Law                                                                                 |
| Pistolet Argenté Exécuteur de Justice           | Law Abiding Silver Gun               | ロウ・アバイディング・シルバーガン                | Justin Law                                                                                 |
| Senrigan (L'Œil de Mille Lieues)                | Senrigan                             | 千里眼                                            | Azusa Yumi                                                                                 |
| Technique de Combat des Sabres Infinis          | Mugen Ittou Ryuu                     | 無限一刀流                                        | Mifuné                                                                                     |
| Triple Voie                                     | Sandou Uchi                          | 三道射                                            | Mifuné                                                                                     |
| Sabre d'Addition                                | Kahou                                | 加法                                              | Mifuné                                                                                     |
| Sabre de Multiplication                         | Jouhou                               | 乗法                                              | Mifuné                                                                                     |
| Orage Royal                                     | Raiou                                | 雷王                                              | Ox Ford                                                                                    |
| Giro-Dard                                       | Police Stinger                       | ポリス・スティンガー                              | Mosquito                                                                                   |
| Bazoo-Canne                                     | Sao Launcher                         | 竿ランチャー                                      | Le Roi Pêcheur                                                                             |
| Triple F (Frappe tout Feu tout Flamme)          | Triple F (Flame Flint Fist)          | FFF (フレイム・フリント・フィスト)                | Kirik Rung                                                                                 |
| Nocher des Enfers                               | Sanzu River Shot                     | 三途リバー・ショット                              | Death The Kid                                                                              |
| Hero The Atomic                                 | Hero The Atomic                      | ヒーロ・ザ・アトミック                            | Hero                                                                                       |
| Aphex T (Arm Force Xtrem Twin)                  | AFX・T (Arm Force Xtrem Twin)        | AFX・T (アーム・フォース・エクストリーム・ツイン) | Kirik Rung                                                                                 |
| Téléféerie                                      | Change 「Pixy」                      | CHANGE 「PIXY」                                   | Kim Diehl                                                                                  |
| Perf-Orage                                      | Raiou Sen                            | 雷王穿                                            | Ox Ford                                                                                    |
| Pyro-Tonnerre                                   | Denkou Sekka                         | 電光石火                                          | Kirik Rung                                                                                 |
| Foudres Combinées                               | Thunder Combination                  | サンダー・コンビネーション                        | Ox Ford et Kirik Rung                                                                      |
| Marécatombe                                     | Gyakusatsu Fuuchou                   | 虐殺風潮                                          | Giricco                                                                                    |
| Couperet Radial                                 | Radiant                              | レイディアント                                    | Justin Law                                                                                 |
| Ombre☆Astrale Fronde Axiale                     | Kage☆Boshi Yose Giri                 | 影☆星 寄せ斬り                                    | Black☆Star                                                                                 |
| Cyclo-Faucheur                                  | Kamaitachi                           | 鎌威断ち                                          | Maka Albarn                                                                                |
| Tranche-Démon                                   | Majin Gari                           | 魔人狩り                                          | Maka Albarn * Shinigami                                                                    |
| Canon Jongleur                                  | Doukechine Gun                       | 道化シンガン                                      | Le clown                                                                                   |
| Lance-Pierrot                                   | Pieriat                              | ピエリアット                                      | Le clown                                                                                   |
| Pandémie Pandémonium                            | Kansen Kakudai                       | 感染拡大                                          | Le clown                                                                                   |
| Lame Échafaud                                   | Ichi Monji Gari                      | I文字狩り                                         | Maka Albarn                                                                                |
| Orage Sismique                                  | Raiou Shin                           | 雷王震                                            | Ox Ford                                                                                    |
| Vecto-Boost                                     | Vector Boost                         | ベクトル・ブースト                                | Médusa                                                                                     |
| Vecto-Route                                     | Vector Conduct                       | ベクトル・コンダクト                              | Médusa                                                                                     |
| Ombre☆Astrale Technique #1 Chaîne Occulte       | Kage☆Boshi Ichi no Kata 「Rengoku」  | 影☆星 壱ノ型 ［鏈黒］                             | Black☆Star                                                                                 |
| Dents de Sabre                                  | Touga                                | 刀牙                                              | Mifuné                                                                                     |
| Morsure Vertical                                | Suichoku no Narabi                   | 垂直の並                                          | Mifuné                                                                                     |
| Ombre☆Astrale Technique #3 Dague Nébulaire      | Kage☆Boshi San no Kata 「Zetsuei」   | 影☆星 参ノ型 ［絶影］                             | Black☆Star                                                                                 |
| Exterminateur de Planètes                       | Wakusei Hakaihou                     | 惑星破壊砲                                        | Black☆Star                                                                                 |
| Ombre☆Astrale Technique #4 Bifurquatiombre      | Kage☆Boshi Yon no Kata 「Eda Yami」  | 影☆星 肆ノ型 ［枝闇］                             | Black☆Star                                                                                 |
| Ecorch' β                                       | Screech 「β」                        | スクリーチ「β」                                   | Crona                                                                                      |
| Effusion Uniforme                               | Ranritsu no Narabi                   | 乱立の並                                          | Mifuné                                                                                     |
| Ball' Lantern                                   | Volantern                            | ヴォルランタン                                    | Kim Diehl                                                                                  |
| Uppercut Polaire                                | Hyouchuuken                          | 氷柱拳                                            | Free                                                                                       |
| Verglagrippant                                  | Hyoubaku                             | 氷縛                                              | Free                                                                                       |
| Stalag Stalagmite                               | A Vassili                            | ア・ヴァシリ                                      | Free                                                                                       |
| Cacophonie Cauchemardesque                      | Nightmare Noise                      | ナイトメア・ノイズ                                | Mosquito                                                                                   |
| Châtiment                                       | 「Batsu」 no Kamae                   | 「罰」の構え                                      | Death The Kid                                                                              |
| Nécro-Bouclier                                  | Death Arm Blocking                   | デスアームブロッキング                            | Death The Kid                                                                              |
| Dissonance Obscure                              | Darkness Discord                     | ダークネス・ディスコード                          | Mosquito                                                                                   |
| Cascade du Fleuve Styx Bombardemort             | Sanzu Fall SHOT                      | 三途滝SHOT                                        | Death The Kid                                                                              |
| TT (Torche Tempête)                             | TT (Double T)                        | TT (ダブルティー)                                 | Kirik Rung                                                                                 |
| Collectionnite                                  | Shuudatsu                            | 収奪                                              | Noah                                                                                       |
| Ombre☆Astrale Technique #0 Masamuné             | Kage☆Boshi Zero no Kata 「Masamune」 | 影☆星 零ノ型 ［正宗］                             | Black☆Star                                                                                 |
| Martonnerre                                     | Izuna                                | 雷網                                              | Franken Stein                                                                              |
| Nine Inch Nails                                 | Nine Inch Nails                      | ナインインチネイルズ                              | Frey D. Sadoko                                                                             |
| Nuée de Plumes                                  | Danshi                               | 弾翅                                              | Gopher                                                                                     |
| EEE (Effusion Extrême Élémentaire)              | E3 (Extreme Element Effect)          | E3 (エクストリーム・エレメント・エフェクト)       | Kirik Rung                                                                                 |
| Ecorch' δ                                       | Screech 「δ」                        | スクリーチ「δ」                                   | Crona                                                                                      |
| Ombre☆Astrale Technique #2 Faucille Lunaire     | Kage☆Boshi Ni no Kata 「Tsukiyo Ha」 | 影☆星 弐ノ型 ［月夜葉］                           | Black☆Star                                                                                 |
| Fusion Psychotique                              | Kyouki Yuugou                        | 狂気融合                                          | * Justin Law avec le Clown * Médusa Gorgon avec le Clown Violet * Crona avec le Clown Noir |
| Canon Halloween Version Beau Gosse              | Halloween Hou (Ikemen Version)       | ハローウィン砲 (イケメンVer)                      | Blair                                                                                      |
| Tress-çoneuse                                   | Kyopatsu                             | 鋸髪                                              | Giricco                                                                                    |
| Atrocité                                        | 「Kyouzai」 no Kamae                 | 「狂罪」の構え                                    | Death the Kid                                                                              |
| Démence                                         | Hakkyou                              | 発狂                                              | * Death the Kid * Black☆Star                                                               |
| Attaque Testamentaire Sabres Infinis            | Denjuwaza Mugen                      | 伝授伎 無限                                       | Black☆Star                                                                                 |
| VII rayons sacrés                               | Parents Seven Rays                   | ペアレンツセブンレイズ                            | Death The Kid                                                                              |
| Kazatchok Cosaque                               | Command Cossack                      | コマンドコッサク                                  | Féodor                                                                                     |
| Mantelas de Jais                                | Bloody Coat                          | ブラッディコート                                  | Crona                                                                                      |
| ON YOUR MARK ypa!                               | ON YOUR MARK ypa!                    | ＯＮ ＹＯＵＲ ＭＡＲＫ ｙｐａ！                   | Tsar Pushka                                                                                |
| Sang de Folie                                   | Kyouketsu                            | 狂血                                              | Crona                                                                                      |
| Guilty Or Not Guilty                            | Guilty Or Not Guilty                 | ギルティ オア ノット ギルティ                     | Justin Law                                                                                 |
| Rayon Solaire                                   | Solar Ray                            | ソーラーレイ                                      | Tezcatlipoca                                                                               |
| Réfraction Optique                              | Koukusetsu                           | 光屈折                                            | Deng Dinga                                                                                 |
| Muraille Céleste                                | Ama no Koromo Heki                   | 天の衣壁                                          | Kaguya                                                                                     |
| Pelage Ardent                                   | Hinezumi no Kawaginu                 | 火鼠の皮衣                                        | Kaguya                                                                                     |
| Lune Courroucée                                 | Engetsurin                           | 炎月綸                                            | Kaguya                                                                                     |
| Bois de Justice                                 | Schimdt                              | Ｓｃｈｍｉｄｔ                                    | Justin Law avec le Clown                                                                   |
| The Tower                                       | THE TOWER                            | ＴＨＥ ＴＯＷＥＲ                                 | Zubayda                                                                                    |
| Lierre de Liens                                 | BIND IVY                             | ＢＩＮＤ ＩＶＹ                                   | Djinn Galland                                                                              |
| Première Ramification du Fleuve Styx Confluence | Dai-ichi Line of Sanzu Tenkai        | 第一ライン・オブ･サンズ 展開                      | Death the Kid                                                                              |
| Harche-En-Ciel                                  | Rainbow                              | レインボー                                        | Alexandre                                                                                  |
| The Lovers                                      | THE LOVERS                           | ＴＨＥ ＬＯＶＥＲＳ                               | Zubayda                                                                                    |
| Bambou-Zooka                                    | Takemika Tsutsu                      | 竹美迦筒                                          | Kaguya                                                                                     |
| Projecto' Camouflâme                            | Fowarding Protection                 | フォワーディングプロテクション                    | Free avec la Doyenne des sorcières                                                         |
| Science Infusio                                 | Jouzou BREW                          | 醸造ＢＲＥＷ                                      | Noah                                                                                       |
| Télouportation                                  | Tensou                               | 転送                                              | Free                                                                                       |
| Lance de Sanginus                               | Bloody Lance                         | ブラッディランス                                  | Crona                                                                                      |
| Rosarium Tourbironces                           | Rose Thorns Storm                    | ローズソーンズストーム                            | Crona                                                                                      |
| Boucliépines                                    | Thorn Defense                        | ソーンディフェンス                                | Crona                                                                                      |
| Profanation Mentale                             | terror                               | 肉体的恐怖                                        | Asura                                                                                      |
| Tranche-Dévoreur                                | Kishin Gari                          | 鬼神狩り                                          | Maka Albarn et Shinigami                                                                   |
| Torture Mentale                                 | Seishin-teki Kyoufu                  | 精神的恐怖                                        | Asura                                                                                      |

## Analyse de l'œuvre

### Création de l’œuvre
L'origine de la série repose sur trois one shots publiés entre juin et novembre 2003. Les deux premiers, nommés Soul Eater et Black☆Star, ont été publiés dans le magazine Gangan Powered,, et le troisième, nommé Death The Kid, dans le magazine Monthly Gangan Wing. Ces trois chapitres ont été publiés dans le premier tome en tant qu'introduction à l’œuvre.

### Réception et critiques
Au Japon, la série a connu un démarrage très progressif jusqu'à ce que l'adaptation animée fasse augmenter les ventes des volumes, se classant à chaque sortie d'un nouveau tome dans le top des premières ventes[réf. souhaitée], finissant même par atteindre les dix millions d'exemplaires vendus au bout de 19 tomes en juillet 2011. En juin 2013, le tirage des vingt-quatre premiers tomes s'élevait à quinze millions d'exemplaires.
Soul Eater est devenu une série phare de Square Enix avec ses nombreux produits dérivés[réf. souhaitée] comme des figurines, des jeux vidéo, des illustrations, des drama CDs, un guide book et artbook ainsi qu'une série dérivée : Soul Eater Not!.
En France, la série a connu un démarrage fulgurant grâce à son genre et style originaux qui le différencie des autres séries populaires, se classant à chaque sortie d'un nouveau tome dans le top des ventes, rivalisant avec d'autres séries populaires et connus du public tels que One Piece, Naruto, Fairy Tail ou Hunter × Hunter[réf. souhaitée]. L'adaptation animée a eu droit à une diffusion télévisée, précédée par sa sortie en DVD.
La série a obtenu le prix du public au Polymanga 2010 à Lausanne, et le prix du meilleur anime adapté de manga aux Japan Expo Awards 2010 à Paris.

### Fiche technique

Logo japonais du manga

## Anime

Logo japonais de l'anime